# Ora maritima
Ora maritima (en français : Rivages maritimes) est un poème en vers décrivant les côtes maritimes européennes, écrit par Avienus, probablement entre 350 et 355.

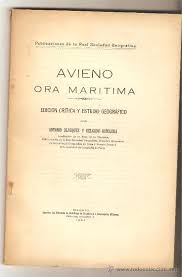
Exemplaire contemporain de l'Ora maritima.

Il comportait probablement au moins deux livres. 713 vers ou fragments de vers, probablement du premier livre, nous ont été transmis.

## Dédicace
Le poème est dédié par Avienus à son ami Probus. L'opinion la plus répandue, à la suite d'Ausone et d'Ambroise de Milan, reconnaît en lui Sextus Claudius Pétronius Probus.

## Genre
La description est un périple.

## Sources
Le poème est une compilation d'ouvrages antérieurs.
Avienus cite, parmi ses sources, Salluste, Hécatée de Milet, Hellanicos d'Athènes, Philéas d'Athènes, Scylax de Caryandée, Pausimaque de Samos, Damastès de Sigée, Bacore de Rhodes, Euctémon, Cléon de Sicile ainsi qu'Hérodote et Thucydide.
Il cite aussi le périple d'Himilcon, transmis par d'anciennes annales puniques.

## Éditions
L'editio princeps d'Avenius est parue à Venise en 1488. Elle était fondée sur un manuscrit perdu de Giorgio Valla.